# Club sportif de Case-Pilote
Maillots
Dernière mise à jour : 16 septembre 2009.
Le Club sportif Case-Pilote est un club de football martiniquais basé à Case-Pilote. Cette page ne traite que de la partie football.
Le club joue ses matchs à domicile au Stade Omer Kromwell.

## Palmarès
- Coupe de la Martinique de football
  - Vainqueur : 1977, 2006, 2010

- Coupe de France - Zone Martinique
  - Vainqueur : 2001, 2010 (éliminé 2-0 au 7e tour par l'AS Poissy)